# 費拉德爾菲亞 (紐約州村)
費拉德爾菲亞（英語：Philadelphia）是位於美國紐約州傑佛遜縣的村。

## 人口
根據2020年美國人口普查的數據，費拉德爾菲亞的面積為2.48平方千米，皆為陸地。當地共有人口1172人，而人口密度為每平方千米473人。